# Metopius similatorius
Metopius similatorius är en stekelart som beskrevs av Pfankuch 1914. Metopius similatorius ingår i släktet Metopius och familjen brokparasitsteklar. Inga underarter finns listade i Catalogue of Life.